# Іванович Северин Денисович
Севери́н Дени́сович (Діонізійович) Івано́вич (10 квітня 1881, Борівці, тепер Веренчанська сільська громада, Чернівецька область — 24 квітня 1967, м. Зальцбург, Австрія) — педагог, сотник УГА та Дієвої Армії УНР.

## Життєпис
Народився 1881 року в селі Борівці.
Під час листопадових подій 1918 року на Буковині був призначений командиром загону українських вояків-добровольців у м. Чернівці, а після евакуації з міста 10.11.1918 брав участь в організації у м. Кіцмань загону добровольців, який згодом чинив супротив румунській окупації на станції Лужани.
Воював за Львів та Київ, від контузії втратив слух. Начальник контррозвідувального відділу штабу 3-ї Залізної Дивізії. Директор спецслужби – Департаменту Політичної Інформації при  МВС УНР уряду Симона Петлюри. Перебував в еміграції у Польщі - румунська влада заборонила йому в’їзд.
Нагороджений Воєнним Хрестом № 601. В час Другої світової війни переїхав до Австрії, проживав у Зальцбургу. У таборі для біженців  став Головою Церковної Ради УАПЦ.
Помер 1967 року в місті Зальцбург.